# Taça Nordeste de Futebol de 1971
A Taça Nordeste de 1971 foi a fase regional Nordeste da Zona Norte–Nordeste do Campeonato Brasileiro da Série B de 1971,[carece de fontes?] Foi vencida pela Associação Olímpica de Itabaiana, do estado de Sergipe, tendo como vice o Ferroviário-CE, e como terceiro colocado o Esporte Clube Flamengo do Piauí sendo este até hoje a maior conquista do futebol sergipano. Entretanto, por não se tratar de um torneio independente, o título atribuído ao Itabaiana não é reconhecido pela CBF.

## Regulamento
Os participantes foram divididos em 3 grupos, sendo que somente o primeiro de cada grupo se classificava para a fase final, um triangular de ida e volta. No Grupo A ficaram: ABC, Campinense, Ferroviário-CE e Ferroviário-PE. No grupo B: CRB, Itabaiana e Náutico. Grupo C: Flamengo-PI, Guarany de Sobral, Ríver-PI, Sampaio Corrêa e Maranhão.<